# Рихнер, Макс
Макс Рихнер (нем. Max Rychner; 8 апреля 1897, Лихтенштейг — 10 июня 1965, Цюрих) — швейцарский писатель журналист, переводчик, литературный критик. Писал на немецком языке. По словам Ханны Арендт, «был одной из самых образованных и тонких фигур в интеллектуальной жизни эпохи».

## Биография
Из еврейской семьи. Сын сельского врача, учился германистике в Берне и Цюрихе. В 1922—1931 годах — главный редактор цюрихского журнале «Знание и жизнь». В дальнейшем сотрудничал в бернской газете Бунд, возглавлял отдел культуры в цюрихской газете «Дело» (1939—1962), сотрудничал с немецкими периодическими изданиями.

## Творчество
Автор нескольких книг стихов, новелл и эссе, автобиографической прозы, переводчик Валери. На протяжении нескольких десятилетий один из наиболее влиятельных немецкоязычных литературных критиков и рецензентов. Ценил, публиковал и пропагандировал Роберта Вальзера, переписывался с Гофмансталем, Томасом Манном, Готфридом Бенном, Э. Р. Курциусом и др., поддержал в 1947 году молодого Пауля Целана. Опубликовал воспоминания о Вальтере Беньямине.

## Признание
Премия Готфрида Келлера (1956).

## Новейшие издания
- Bei mir laufen Fäden zusammen. Literarische Aufsätze, Kritiken, Briefe. Göttingen: Wallstein Verlag, 1998